# Томашевский, Виктор Дмитриевич
Виктор Дмитриевич Томашевский, (25 ноября 1896 — ?) — российский военный лётчик, участник Первой мировой войны. Кавалер ордена Святого Георгия 4-й степени (1917) и Георгиевского креста (1914).

## Биография
Виктор Дмитриевич Томашевский родился 25 ноября 1896 года в православной дворянской семье Подольской губернии.
29 июля 1914 года вступил на службу в чине рядового, служил в 54-м пехотном Минском полку, на следующий день прибыл в полк и назначен в 11-ю роту. 31 июля 1914 года вместе с полком начал принимать участие в боях Первой мировой войны. 17 августа 1914 года «за боевые отличия» был произведён в ефрейторы. 26 августа того же года получил ранение в левую руку от осколка шрапнели и был контужен в голову., был эвакуирован в кишинёвский лазарет. 1 октября 1914 года решением комиссии врачей был уволен в годичный отпуск для выздоровления. В 1915 году окончил 5 классов Кишиневского городского сословно-купеческого коммерческого училища по 2-му разряду. 25 октября того же года вернулся на службу в свой полк и был зачислен в пулемётную команду. Вместе с полком принимал участие в боях близ реки Гнилая Липа, Миколаева, города Львов, и деревни Мшана. В течение трёх месяцев 1916 года, с 9 января по 15 апреля обучался во 2-й Одесской школе прапорщиков, из которой был выпущен в чине прапорщика со старшинством с 15 апреля. После окончания пехотной школы состоял в распоряжении начальника 48-го пехотного запасного батальона. 2 октября 1916 года служил в 241-м пехотном Седлецком полку. 6 октября 1916 года получил ранение, был эвакуирован. 11 января 1917 года вернулся на службу в свой полк. Служил в 29-м стрелковом полку. С 20 февраля 1917 года занимал должность младшего офицера пулемётной команды 29-го стрелкового полка. С 13 мая 1917 года был наблюдателем в 36-м корпусном авиационном отряде.

## Награды
Виктор Дмитриевич Томашевский был удостоен следующих наград:
- Орден Святого Георгия 4-й степени (Приказ по 6-й армии от 8 ноября 1917 № 1327)
— «за то, что 23-го сентября 1917 г., возвращаясь на воздухоплавательном аппарате после воздушной разведки к своему расположению, у д. Катул-Лунга был атакован неприятельским истребителем, значительно превосходившим наш аппарат в скорости, и вступив в бой, сбил его. Наш аппарат, имея около 100 пробоин, прострелянные баки, принужден был спуститься непосредственно за нашей линией».
- Орден Святой Анны 4-й степени с надписью «За храбрость» (Высочайший приказ от 22 декабря 1916).
- Георгиевский крест 4-й степени (Приказ по 8-му армейскому корпусу № 81 от 5 октября 1914 — № 581202).